# Et andet liv
Et andet liv er en dansk kortfilm fra 1989 instrueret af Per Wennick og efter manuskript af Bent Haller.

## Handling
Da Jacob, en almindelig yngre mand, får at vide, at han er smittet med HIV, ændres hans liv fra dag til dag. Filmen handler om et menneske i krise, og om hvordan folk opfører sig overfor hinanden - på godt og ondt.

## Medvirkende
- Jens Jørn Spottag